# 34856 Savithas
34856 Savithas este o planetă minoră (asteroid), cu un diametru de 2,479 km, din centura de asteroizi. A fost descoperită pe 14 octombrie 2001 la Experimental Test Site⁠(d) de Lincoln Near-Earth Asteroid Research. 
Obiectul prezintă o orbită caracterizată de o semiaxă mare de 2,3829649 UAi, o excentricitate de 0,05, o înclinație de 6,13987 ° în raport cu ecliptica.